# París-Niça 2018
La París-Niça 2018 fou la 76a edició de la cursa ciclista per etapes París-Niça. La cursa es disputà entre el 4 i l'11 de març de 2018. Aquesta era la sisena prova de l'UCI World Tour 2018. Els corredors havien de superar 1.198,9 km repartits entre vuit etapes.
El vencedor final fou el català Marc Soler (Movistar Team, que s'imposà en la general gràcies a un atac en la darrera etapa que li va permetre recuperar el temps perdut respecte els seus rivals. Aquesta fou la primera victòria catalana en la general d'aquesta cursa, alhora que suposava la primera victòria en una cursa de l'UCI World Tour del mateix Soler. Soler també guanyà la classificació dels joves. L'acompanyaren al podi Adam Yates (Mitchelton-Scott) i Gorka Izagirre (Bahrain-Merida).
Tim Wellens (Lotto Soudal) guanyà la classificació final per punts, mentre la classificació de la muntanyà fou pel seu compan d'equip Thomas De Gendt. El Bahrain-Merida fou el millor equip.

## Equips
Vint-i-dos equips prendran part en aquesta edició de la París-Niça, els 18 equips World Tour i quatre equips continentals.
| Núm.    | Codi | Equip                |
| ------- | ---- | -------------------- |
| 1-7     | SKY  | Team Sky             |
| 11-17   | UAD  | UAE Team Emirates    |
| 21-27   | TBM  | Bahrain-Merida       |
| 31-37   | QST  | Quick-Step Floors    |
| 41-47   | TKA  | Team Katusha Alpecin |
| 51-57   | MTS  | Mitchelton-Scott     |
| 61-67   | ALM  | AG2R La Mondiale     |
| 71-77   | BMC  | BMC Racing Team      |
| 81-87   | TFS  | Trek-Segafredo       |
| 91-97   | AST  | Astana Pro Team      |
| 101-107 | LTS  | Lotto Soudal         |

| Núm.    | Codi | Equip                        |
| ------- | ---- | ---------------------------- |
| 111-117 | GFC  | Groupama-FDJ                 |
| 121-127 | MOV  | Movistar Team                |
| 131-137 | FST  | Fortuneo-Samsic              |
| 141-147 | TLJ  | Team Lotto NL-Jumbo          |
| 151-157 | SUN  | Team Sunweb                  |
| 161-167 | COF  | Cofidis                      |
| 171-177 | EFD  | EF Education First-Drapac    |
| 181-187 | DDD  | Team Dimension Data          |
| 191-197 | BOH  | Bora-Hansgrohe               |
| 201-207 | TDE  | Direct Énergie               |
| 211-217 | DMP  | Delko Marseille Provence KTM |

## Etapes
| Etapa    | Data       | Ciutats d'etapa               | type                      | Distància (km) | Vencedor de l'etapa        | Líder de la general   |
| -------- | ---------- | ----------------------------- | ------------------------- | -------------- | -------------------------- | --------------------- |
| 1a etapa | 4 de març  | Chatou – Meudon               | etapa accidentada         | 135            | Arnaud Démare              | Arnaud Démare         |
| 2a etapa | 5 de març  | Orsonville – Vierzon          | etapa plana               | 187,5          | Dylan Groenewegen          | Arnaud Démare         |
| 3a etapa | 6 de març  | Bourges – Chastau Ion         | etapa accidentada         | 210            | Jonathan Hivert            | Luis León Sánchez Gil |
| 4a etapa | 7 de març  | La Fouillouse – Saint-Étienne | contrarellotge individual | 18,4           | Wout Poels                 | Luis León Sánchez Gil |
| 5a etapa | 8 de març  | Saló de Provença – Sisteron   | etapa de mitja muntanya   | 165            | Jérôme Cousin              | Luis León Sánchez Gil |
| 6a etapa | 9 de març  | Sisteron – Vença              | etapa de mitja muntanya   | 198            | Rudy Molard                | Luis León Sánchez Gil |
| 7a etapa | 10 de març | Niça – Val de Blora           | etapa de muntanya         | 175            | Simon Yates                | Simon Yates           |
| 8a etapa | 11 de març | Niça – Niça                   | etapa de mitja muntanya   | 110            | David de la Cruz Melgarejo | Marc Soler i Giménez  |

## Desenvolupament de la cursa

### 1a etapa
| \| Classificació de l'etapa \| Classificació de l'etapa \| Classificació de l'etapa \| Classificació de l'etapa \| Classificació de l'etapa \| \| Corredor \| Corredor \| Equip \| Temps \| \| \| ------------------------ \| ------------------------ \| -------------------------- \| ------------------------ \| ------------------------ \| \| 1r \| Arnaud Démare \| Groupama-FDJ \| 3h 07' 39" \| \| \| 2n \| Gorka Izagirre Insausti \| Bahrain-Merida \| + 0" \| \| \| 3r \| Christophe Laporte \| Cofidis, Solutions Crédits \| + 0" \| \| \| 4t \| Tim Wellens \| Lotto-Soudal \| + 0" \| \| \| 5è \| Mike Teunissen \| Team Sunweb \| + 0" \| \| \| 6è \| Julian Alaphilippe \| Quick-Step Floors \| + 0" \| \| \| 7è \| Patrick Konrad \| Bora-Hansgrohe \| + 2" \| \| \| 8è \| Dylan Teuns \| BMC Racing Team \| + 2" \| \| \| 9è \| Matteo Trentin \| Mitchelton-Scott \| + 2" \| \| \| 10è \| Ion Izagirre Insausti \| Bahrain-Merida \| + 2" \| \| |                         |                            |            |
| |                         |                            |            |
| |                         |                            |            |
| Classificació de l'etapa |                         |                            |            |
| Corredor | Corredor                | Equip                      | Temps      |
| 1r | Arnaud Démare           | Groupama-FDJ               | 3h 07' 39" |
| 2n | Gorka Izagirre Insausti | Bahrain-Merida             | + 0"       |
| 3r | Christophe Laporte      | Cofidis, Solutions Crédits | + 0"       |
| 4t | Tim Wellens             | Lotto-Soudal               | + 0"       |
| 5è | Mike Teunissen          | Team Sunweb                | + 0"       |
| 6è | Julian Alaphilippe      | Quick-Step Floors          | + 0"       |
| 7è | Patrick Konrad          | Bora-Hansgrohe             | + 2"       |
| 8è | Dylan Teuns             | BMC Racing Team            | + 2"       |
| 9è | Matteo Trentin          | Mitchelton-Scott           | + 2"       |
| 10è | Ion Izagirre Insausti   | Bahrain-Merida             | + 2"       |

| \| Classificació general \| Classificació general \| Classificació general \| Classificació general \| Classificació general \| \| Corredor \| Corredor \| Equip \| Temps \| \| \| --------------------- \| ----------------------- \| -------------------------- \| --------------------- \| --------------------- \| \| 1r \| Arnaud Démare \| Groupama-FDJ \| 3h 07' 29" \| \| \| 2n \| Gorka Izagirre Insausti \| Bahrain-Merida \| + 4" \| \| \| 3r \| Christophe Laporte \| Cofidis, Solutions Crédits \| + 6" \| \| \| 4t \| Tim Wellens \| Lotto-Soudal \| + 10" \| \| \| 5è \| Mike Teunissen \| Team Sunweb \| + 10" \| \| \| 6è \| Julian Alaphilippe \| Quick-Step Floors \| + 10" \| \| \| 7è \| Patrick Konrad \| Bora-Hansgrohe \| + 12" \| \| \| 8è \| Dylan Teuns \| BMC Racing Team \| + 12" \| \| \| 9è \| Matteo Trentin \| Mitchelton-Scott \| + 12" \| \| \| 10è \| Ion Izagirre Insausti \| Bahrain-Merida \| + 12" \| \| |                         |                            |            |
| |                         |                            |            |
| |                         |                            |            |
| Classificació general |                         |                            |            |
| Corredor | Corredor                | Equip                      | Temps      |
| 1r | Arnaud Démare           | Groupama-FDJ               | 3h 07' 29" |
| 2n | Gorka Izagirre Insausti | Bahrain-Merida             | + 4"       |
| 3r | Christophe Laporte      | Cofidis, Solutions Crédits | + 6"       |
| 4t | Tim Wellens             | Lotto-Soudal               | + 10"      |
| 5è | Mike Teunissen          | Team Sunweb                | + 10"      |
| 6è | Julian Alaphilippe      | Quick-Step Floors          | + 10"      |
| 7è | Patrick Konrad          | Bora-Hansgrohe             | + 12"      |
| 8è | Dylan Teuns             | BMC Racing Team            | + 12"      |
| 9è | Matteo Trentin          | Mitchelton-Scott           | + 12"      |
| 10è | Ion Izagirre Insausti   | Bahrain-Merida             | + 12"      |

### 2a etapa
| \| Classificació de l'etapa \| Classificació de l'etapa \| Classificació de l'etapa \| Classificació de l'etapa \| Classificació de l'etapa \| \| Corredor \| Corredor \| Equip \| Temps \| \| \| ------------------------ \| ------------------------ \| ------------------------ \| ------------------------ \| ------------------------ \| \| 1r \| Dylan Groenewegen \| LottoNL-Jumbo \| 4h 51' 31" \| \| \| 2n \| Elia Viviani \| Quick-Step Floors \| + 0" \| \| \| 3r \| André Greipel \| Lotto-Soudal \| + 0" \| \| \| 4t \| Phil Bauhaus \| Team Sunweb \| + 0" \| \| \| 5è \| Arnaud Démare \| Groupama-FDJ \| + 0" \| \| \| 6è \| Mike Teunissen \| Team Sunweb \| + 0" \| \| \| 7è \| Alexander Kristoff \| UAE Team Emirates \| + 0" \| \| \| 8è \| Jean-Pierre Drucker \| BMC Racing Team \| + 0" \| \| \| 9è \| John Degenkolb \| Trek-Segafredo \| + 0" \| \| \| 10è \| Iván García Cortina \| Bahrain-Merida \| + 0" \| \| |                     |                   |            |
| |                     |                   |            |
| |                     |                   |            |
| Classificació de l'etapa |                     |                   |            |
| Corredor | Corredor            | Equip             | Temps      |
| 1r | Dylan Groenewegen   | LottoNL-Jumbo     | 4h 51' 31" |
| 2n | Elia Viviani        | Quick-Step Floors | + 0"       |
| 3r | André Greipel       | Lotto-Soudal      | + 0"       |
| 4t | Phil Bauhaus        | Team Sunweb       | + 0"       |
| 5è | Arnaud Démare       | Groupama-FDJ      | + 0"       |
| 6è | Mike Teunissen      | Team Sunweb       | + 0"       |
| 7è | Alexander Kristoff  | UAE Team Emirates | + 0"       |
| 8è | Jean-Pierre Drucker | BMC Racing Team   | + 0"       |
| 9è | John Degenkolb      | Trek-Segafredo    | + 0"       |
| 10è | Iván García Cortina | Bahrain-Merida    | + 0"       |

| \| Classificació general \| Classificació general \| Classificació general \| Classificació general \| Classificació general \| \| Corredor \| Corredor \| Equip \| Temps \| \| \| --------------------- \| ----------------------- \| -------------------------- \| --------------------- \| --------------------- \| \| 1r \| Arnaud Démare \| Groupama-FDJ \| 7h 58' 57" \| \| \| 2n \| Gorka Izagirre Insausti \| Bahrain-Merida \| + 7" \| \| \| 3r \| Christophe Laporte \| Cofidis, Solutions Crédits \| + 8" \| \| \| 4t \| Julian Alaphilippe \| Quick-Step Floors \| + 10" \| \| \| 5è \| Mike Teunissen \| Team Sunweb \| + 13" \| \| \| 6è \| Tim Wellens \| Lotto-Soudal \| + 13" \| \| \| 7è \| Tony Gallopin \| AG2R La Mondiale \| + 15" \| \| \| 8è \| Esteban Chaves Rubio \| Mitchelton-Scott \| + 15" \| \| \| 9è \| Ion Izagirre Insausti \| Bahrain-Merida \| + 15" \| \| \| 10è \| Heinrich Haussler \| Bahrain-Merida \| + 15" \| \| |                         |                            |            |
| |                         |                            |            |
| |                         |                            |            |
| Classificació general |                         |                            |            |
| Corredor | Corredor                | Equip                      | Temps      |
| 1r | Arnaud Démare           | Groupama-FDJ               | 7h 58' 57" |
| 2n | Gorka Izagirre Insausti | Bahrain-Merida             | + 7"       |
| 3r | Christophe Laporte      | Cofidis, Solutions Crédits | + 8"       |
| 4t | Julian Alaphilippe      | Quick-Step Floors          | + 10"      |
| 5è | Mike Teunissen          | Team Sunweb                | + 13"      |
| 6è | Tim Wellens             | Lotto-Soudal               | + 13"      |
| 7è | Tony Gallopin           | AG2R La Mondiale           | + 15"      |
| 8è | Esteban Chaves Rubio    | Mitchelton-Scott           | + 15"      |
| 9è | Ion Izagirre Insausti   | Bahrain-Merida             | + 15"      |
| 10è | Heinrich Haussler       | Bahrain-Merida             | + 15"      |

### 3a etapa
| \| Classificació de l'etapa \| Classificació de l'etapa \| Classificació de l'etapa \| Classificació de l'etapa \| Classificació de l'etapa \| \| Corredor \| Corredor \| Equip \| Temps \| \| \| ------------------------ \| ------------------------ \| ---------------------------- \| ------------------------ \| ------------------------ \| \| 1r \| Jonathan Hivert \| Direct Énergie \| 5h 22' 49" \| \| \| 2n \| Luis León Sánchez Gil \| Astana \| + 1" \| \| \| 3r \| Rémy di Grégorio \| Delko-Marseille Provence-KTM \| + 1" \| \| \| 4t \| Arnaud Démare \| Groupama-FDJ \| + 38" \| \| \| 5è \| Mike Teunissen \| Team Sunweb \| + 38" \| \| \| 6è \| André Greipel \| Lotto-Soudal \| + 38" \| \| \| 7è \| Magnus Cort Nielsen \| Astana \| + 38" \| \| \| 8è \| Matteo Trentin \| Mitchelton-Scott \| + 38" \| \| \| 9è \| Julian Alaphilippe \| Quick-Step Floors \| + 38" \| \| \| 10è \| Felix Großschartner \| Bora-Hansgrohe \| + 38" \| \| |                       |                              |            |
| |                       |                              |            |
| |                       |                              |            |
| Classificació de l'etapa |                       |                              |            |
| Corredor | Corredor              | Equip                        | Temps      |
| 1r | Jonathan Hivert       | Direct Énergie               | 5h 22' 49" |
| 2n | Luis León Sánchez Gil | Astana                       | + 1"       |
| 3r | Rémy di Grégorio      | Delko-Marseille Provence-KTM | + 1"       |
| 4t | Arnaud Démare         | Groupama-FDJ                 | + 38"      |
| 5è | Mike Teunissen        | Team Sunweb                  | + 38"      |
| 6è | André Greipel         | Lotto-Soudal                 | + 38"      |
| 7è | Magnus Cort Nielsen   | Astana                       | + 38"      |
| 8è | Matteo Trentin        | Mitchelton-Scott             | + 38"      |
| 9è | Julian Alaphilippe    | Quick-Step Floors            | + 38"      |
| 10è | Felix Großschartner   | Bora-Hansgrohe               | + 38"      |

| \| Classificació general \| Classificació general \| Classificació general \| Classificació general \| Classificació general \| \| Corredor \| Corredor \| Equip \| Temps \| \| \| --------------------- \| ----------------------- \| --------------------- \| --------------------- \| --------------------- \| \| 1r \| Luis León Sánchez Gil \| Astana \| 13h 21' 56" \| \| \| 2n \| Arnaud Démare \| Groupama-FDJ \| + 28" \| \| \| 3r \| Gorka Izagirre Insausti \| Bahrain-Merida \| + 35" \| \| \| 4t \| Julian Alaphilippe \| Quick-Step Floors \| + 38" \| \| \| 5è \| Mike Teunissen \| Team Sunweb \| + 41" \| \| \| 6è \| Tim Wellens \| Lotto-Soudal \| + 41" \| \| \| 7è \| Roman Kreuziger \| Mitchelton-Scott \| + 41" \| \| \| 8è \| Heinrich Haussler \| Bahrain-Merida \| + 43" \| \| \| 9è \| Felix Großschartner \| Bora-Hansgrohe \| + 43" \| \| \| 10è \| Ion Izagirre Insausti \| Bahrain-Merida \| + 43" \| \| |                         |                   |             |
| |                         |                   |             |
| |                         |                   |             |
| Classificació general |                         |                   |             |
| Corredor | Corredor                | Equip             | Temps       |
| 1r | Luis León Sánchez Gil   | Astana            | 13h 21' 56" |
| 2n | Arnaud Démare           | Groupama-FDJ      | + 28"       |
| 3r | Gorka Izagirre Insausti | Bahrain-Merida    | + 35"       |
| 4t | Julian Alaphilippe      | Quick-Step Floors | + 38"       |
| 5è | Mike Teunissen          | Team Sunweb       | + 41"       |
| 6è | Tim Wellens             | Lotto-Soudal      | + 41"       |
| 7è | Roman Kreuziger         | Mitchelton-Scott  | + 41"       |
| 8è | Heinrich Haussler       | Bahrain-Merida    | + 43"       |
| 9è | Felix Großschartner     | Bora-Hansgrohe    | + 43"       |
| 10è | Ion Izagirre Insausti   | Bahrain-Merida    | + 43"       |

### 4a etapa
| \| Classificació de l'etapa \| Classificació de l'etapa \| Classificació de l'etapa \| Classificació de l'etapa \| Classificació de l'etapa \| \| Corredor \| Corredor \| Equip \| Temps \| \| \| ------------------------ \| ------------------------ \| ------------------------ \| ------------------------ \| ------------------------ \| \| 1r \| Wout Poels \| Team Sky \| 25' 33" \| \| \| 2n \| Marc Soler i Giménez \| Movistar Team \| + 11" \| \| \| 3r \| Julian Alaphilippe \| Quick-Step Floors \| + 16" \| \| \| 4t \| Felix Großschartner \| Bora-Hansgrohe \| + 20" \| \| \| 5è \| Ion Izagirre Insausti \| Bahrain-Merida \| + 27" \| \| \| 6è \| Gorka Izagirre Insausti \| Bahrain-Merida \| + 27" \| \| \| 7è \| Luis León Sánchez Gil \| Astana \| + 28" \| \| \| 8è \| Tim Wellens \| Lotto-Soudal \| + 29" \| \| \| 9è \| Sergio Henao Montoya \| Team Sky \| + 33" \| \| \| 10è \| Esteban Chaves Rubio \| Mitchelton-Scott \| + 33" \| \| |                         |                   |         |
| |                         |                   |         |
| |                         |                   |         |
| Classificació de l'etapa |                         |                   |         |
| Corredor | Corredor                | Equip             | Temps   |
| 1r | Wout Poels              | Team Sky          | 25' 33" |
| 2n | Marc Soler i Giménez    | Movistar Team     | + 11"   |
| 3r | Julian Alaphilippe      | Quick-Step Floors | + 16"   |
| 4t | Felix Großschartner     | Bora-Hansgrohe    | + 20"   |
| 5è | Ion Izagirre Insausti   | Bahrain-Merida    | + 27"   |
| 6è | Gorka Izagirre Insausti | Bahrain-Merida    | + 27"   |
| 7è | Luis León Sánchez Gil   | Astana            | + 28"   |
| 8è | Tim Wellens             | Lotto-Soudal      | + 29"   |
| 9è | Sergio Henao Montoya    | Team Sky          | + 33"   |
| 10è | Esteban Chaves Rubio    | Mitchelton-Scott  | + 33"   |

| \| Classificació general \| Classificació general \| Classificació general \| Classificació general \| Classificació general \| \| Corredor \| Corredor \| Equip \| Temps \| \| \| --------------------- \| ----------------------- \| --------------------- \| --------------------- \| --------------------- \| \| 1r \| Luis León Sánchez Gil \| Astana \| 13h 47' 57" \| \| \| 2n \| Wout Poels \| Team Sky \| + 15" \| \| \| 3r \| Julian Alaphilippe \| Quick-Step Floors \| + 26" \| \| \| 4t \| Marc Soler i Giménez \| Movistar Team \| + 26" \| \| \| 5è \| Gorka Izagirre Insausti \| Bahrain-Merida \| + 34" \| \| \| 6è \| Felix Großschartner \| Bora-Hansgrohe \| + 35" \| \| \| 7è \| Ion Izagirre Insausti \| Bahrain-Merida \| + 42" \| \| \| 8è \| Tim Wellens \| Lotto-Soudal \| + 42" \| \| \| 9è \| Sergio Henao Montoya \| Team Sky \| + 48" \| \| \| 10è \| Esteban Chaves Rubio \| Mitchelton-Scott \| + 48" \| \| |                         |                   |             |
| |                         |                   |             |
| |                         |                   |             |
| Classificació general |                         |                   |             |
| Corredor | Corredor                | Equip             | Temps       |
| 1r | Luis León Sánchez Gil   | Astana            | 13h 47' 57" |
| 2n | Wout Poels              | Team Sky          | + 15"       |
| 3r | Julian Alaphilippe      | Quick-Step Floors | + 26"       |
| 4t | Marc Soler i Giménez    | Movistar Team     | + 26"       |
| 5è | Gorka Izagirre Insausti | Bahrain-Merida    | + 34"       |
| 6è | Felix Großschartner     | Bora-Hansgrohe    | + 35"       |
| 7è | Ion Izagirre Insausti   | Bahrain-Merida    | + 42"       |
| 8è | Tim Wellens             | Lotto-Soudal      | + 42"       |
| 9è | Sergio Henao Montoya    | Team Sky          | + 48"       |
| 10è | Esteban Chaves Rubio    | Mitchelton-Scott  | + 48"       |

### 5a etapa
| \| Classificació de l'etapa \| Classificació de l'etapa \| Classificació de l'etapa \| Classificació de l'etapa \| Classificació de l'etapa \| \| Corredor \| Corredor \| Equip \| Temps \| \| \| ------------------------ \| ------------------------ \| -------------------------- \| ------------------------ \| ------------------------ \| \| 1r \| Jérôme Cousin \| Direct Énergie \| 3h 57' 25" \| \| \| 2n \| Nils Politt \| Katusha-Alpecin \| + 2" \| \| \| 3r \| André Greipel \| Lotto-Soudal \| + 4" \| \| \| 4t \| Magnus Cort Nielsen \| Astana \| + 4" \| \| \| 5è \| Alexander Kristoff \| UAE Team Emirates \| + 4" \| \| \| 6è \| Christophe Laporte \| Cofidis, Solutions Crédits \| + 4" \| \| \| 7è \| Matteo Trentin \| Mitchelton-Scott \| + 4" \| \| \| 8è \| Mike Teunissen \| Team Sunweb \| + 4" \| \| \| 9è \| Matti Breschel \| EF Education First-Drapac \| + 4" \| \| \| 10è \| Koen de Kort \| Trek-Segafredo \| + 4" \| \| |                     |                            |            |
| |                     |                            |            |
| |                     |                            |            |
| Classificació de l'etapa |                     |                            |            |
| Corredor | Corredor            | Equip                      | Temps      |
| 1r | Jérôme Cousin       | Direct Énergie             | 3h 57' 25" |
| 2n | Nils Politt         | Katusha-Alpecin            | + 2"       |
| 3r | André Greipel       | Lotto-Soudal               | + 4"       |
| 4t | Magnus Cort Nielsen | Astana                     | + 4"       |
| 5è | Alexander Kristoff  | UAE Team Emirates          | + 4"       |
| 6è | Christophe Laporte  | Cofidis, Solutions Crédits | + 4"       |
| 7è | Matteo Trentin      | Mitchelton-Scott           | + 4"       |
| 8è | Mike Teunissen      | Team Sunweb                | + 4"       |
| 9è | Matti Breschel      | EF Education First-Drapac  | + 4"       |
| 10è | Koen de Kort        | Trek-Segafredo             | + 4"       |

| \| Classificació general \| Classificació general \| Classificació general \| Classificació general \| Classificació general \| \| Corredor \| Corredor \| Equip \| Temps \| \| \| --------------------- \| ----------------------- \| --------------------- \| --------------------- \| --------------------- \| \| 1r \| Luis León Sánchez Gil \| Astana \| 17h 45' 26" \| \| \| 2n \| Wout Poels \| Team Sky \| + 15" \| \| \| 3r \| Julian Alaphilippe \| Quick-Step Floors \| + 26" \| \| \| 4t \| Marc Soler i Giménez \| Movistar Team \| + 26" \| \| \| 5è \| Gorka Izagirre Insausti \| Bahrain-Merida \| + 34" \| \| \| 6è \| Felix Großschartner \| Bora-Hansgrohe \| + 35" \| \| \| 7è \| Ion Izagirre Insausti \| Bahrain-Merida \| + 42" \| \| \| 8è \| Tim Wellens \| Lotto-Soudal \| + 42" \| \| \| 9è \| Sergio Henao Montoya \| Team Sky \| + 48" \| \| \| 10è \| Esteban Chaves Rubio \| Mitchelton-Scott \| + 48" \| \| |                         |                   |             |
| |                         |                   |             |
| |                         |                   |             |
| Classificació general |                         |                   |             |
| Corredor | Corredor                | Equip             | Temps       |
| 1r | Luis León Sánchez Gil   | Astana            | 17h 45' 26" |
| 2n | Wout Poels              | Team Sky          | + 15"       |
| 3r | Julian Alaphilippe      | Quick-Step Floors | + 26"       |
| 4t | Marc Soler i Giménez    | Movistar Team     | + 26"       |
| 5è | Gorka Izagirre Insausti | Bahrain-Merida    | + 34"       |
| 6è | Felix Großschartner     | Bora-Hansgrohe    | + 35"       |
| 7è | Ion Izagirre Insausti   | Bahrain-Merida    | + 42"       |
| 8è | Tim Wellens             | Lotto-Soudal      | + 42"       |
| 9è | Sergio Henao Montoya    | Team Sky          | + 48"       |
| 10è | Esteban Chaves Rubio    | Mitchelton-Scott  | + 48"       |

### 6a etapa
| \| Classificació de l'etapa \| Classificació de l'etapa \| Classificació de l'etapa \| Classificació de l'etapa \| Classificació de l'etapa \| \| Corredor \| Corredor \| Equip \| Temps \| \| \| ------------------------ \| ------------------------ \| ------------------------ \| ------------------------ \| ------------------------ \| \| 1r \| Rudy Molard \| Groupama-FDJ \| 4h 40' 05" \| \| \| 2n \| Tim Wellens \| Lotto-Soudal \| + 2" \| \| \| 3r \| Julian Alaphilippe \| Quick-Step Floors \| + 2" \| \| \| 4t \| Luis León Sánchez Gil \| Astana \| + 2" \| \| \| 5è \| Sam Oomen \| Team Sunweb \| + 2" \| \| \| 6è \| Dylan Teuns \| BMC Racing Team \| + 2" \| \| \| 7è \| Patrick Konrad \| Bora-Hansgrohe \| + 2" \| \| \| 8è \| Esteban Chaves Rubio \| Mitchelton-Scott \| + 2" \| \| \| 9è \| Gorka Izagirre Insausti \| Bahrain-Merida \| + 2" \| \| \| 10è \| Sergio Henao Montoya \| Team Sky \| + 2" \| \| |                         |                   |            |
| |                         |                   |            |
| |                         |                   |            |
| Classificació de l'etapa |                         |                   |            |
| Corredor | Corredor                | Equip             | Temps      |
| 1r | Rudy Molard             | Groupama-FDJ      | 4h 40' 05" |
| 2n | Tim Wellens             | Lotto-Soudal      | + 2"       |
| 3r | Julian Alaphilippe      | Quick-Step Floors | + 2"       |
| 4t | Luis León Sánchez Gil   | Astana            | + 2"       |
| 5è | Sam Oomen               | Team Sunweb       | + 2"       |
| 6è | Dylan Teuns             | BMC Racing Team   | + 2"       |
| 7è | Patrick Konrad          | Bora-Hansgrohe    | + 2"       |
| 8è | Esteban Chaves Rubio    | Mitchelton-Scott  | + 2"       |
| 9è | Gorka Izagirre Insausti | Bahrain-Merida    | + 2"       |
| 10è | Sergio Henao Montoya    | Team Sky          | + 2"       |

| \| Classificació general \| Classificació general \| Classificació general \| Classificació general \| Classificació general \| \| Corredor \| Corredor \| Equip \| Temps \| \| \| --------------------- \| ----------------------- \| --------------------- \| --------------------- \| --------------------- \| \| 1r \| Luis León Sánchez Gil \| Astana \| 22h 25' 33" \| \| \| 2n \| Julian Alaphilippe \| Quick-Step Floors \| + 22" \| \| \| 3r \| Marc Soler i Giménez \| Movistar Team \| + 26" \| \| \| 4t \| Gorka Izagirre Insausti \| Bahrain-Merida \| + 34" \| \| \| 5è \| Tim Wellens \| Lotto-Soudal \| + 35" \| \| \| 6è \| Ion Izagirre Insausti \| Bahrain-Merida \| + 42" \| \| \| 7è \| Simon Yates \| Mitchelton-Scott \| + 45" \| \| \| 8è \| Sergio Henao Montoya \| Team Sky \| + 46" \| \| \| 9è \| Esteban Chaves Rubio \| Mitchelton-Scott \| + 48" \| \| \| 10è \| Patrick Konrad \| Bora-Hansgrohe \| + 54" \| \| |                         |                   |             |
| |                         |                   |             |
| |                         |                   |             |
| Classificació general |                         |                   |             |
| Corredor | Corredor                | Equip             | Temps       |
| 1r | Luis León Sánchez Gil   | Astana            | 22h 25' 33" |
| 2n | Julian Alaphilippe      | Quick-Step Floors | + 22"       |
| 3r | Marc Soler i Giménez    | Movistar Team     | + 26"       |
| 4t | Gorka Izagirre Insausti | Bahrain-Merida    | + 34"       |
| 5è | Tim Wellens             | Lotto-Soudal      | + 35"       |
| 6è | Ion Izagirre Insausti   | Bahrain-Merida    | + 42"       |
| 7è | Simon Yates             | Mitchelton-Scott  | + 45"       |
| 8è | Sergio Henao Montoya    | Team Sky          | + 46"       |
| 9è | Esteban Chaves Rubio    | Mitchelton-Scott  | + 48"       |
| 10è | Patrick Konrad          | Bora-Hansgrohe    | + 54"       |

### 7a etapa
| \| Classificació de l'etapa \| Classificació de l'etapa \| Classificació de l'etapa \| Classificació de l'etapa \| Classificació de l'etapa \| \| Corredor \| Corredor \| Equip \| Temps \| \| \| ------------------------ \| ------------------------ \| ------------------------ \| ------------------------ \| ------------------------ \| \| 1r \| Simon Yates \| Mitchelton-Scott \| 5h 02' 54" \| \| \| 2n \| Dylan Teuns \| BMC Racing Team \| + 8" \| \| \| 3r \| Ion Izagirre Insausti \| Bahrain-Merida \| + 8" \| \| \| 4t \| Gorka Izagirre Insausti \| Bahrain-Merida \| + 13" \| \| \| 5è \| Tim Wellens \| Lotto-Soudal \| + 13" \| \| \| 6è \| Patrick Konrad \| Bora-Hansgrohe \| + 20" \| \| \| 7è \| Sergio Henao Montoya \| Team Sky \| + 46" \| \| \| 8è \| Marc Soler i Giménez \| Movistar Team \| + 46" \| \| \| 9è \| Jakob Fuglsang \| Astana \| + 48" \| \| \| 10è \| Sam Oomen \| Team Sunweb \| + 54" \| \| |                         |                  |            |
| |                         |                  |            |
| |                         |                  |            |
| Classificació de l'etapa |                         |                  |            |
| Corredor | Corredor                | Equip            | Temps      |
| 1r | Simon Yates             | Mitchelton-Scott | 5h 02' 54" |
| 2n | Dylan Teuns             | BMC Racing Team  | + 8"       |
| 3r | Ion Izagirre Insausti   | Bahrain-Merida   | + 8"       |
| 4t | Gorka Izagirre Insausti | Bahrain-Merida   | + 13"      |
| 5è | Tim Wellens             | Lotto-Soudal     | + 13"      |
| 6è | Patrick Konrad          | Bora-Hansgrohe   | + 20"      |
| 7è | Sergio Henao Montoya    | Team Sky         | + 46"      |
| 8è | Marc Soler i Giménez    | Movistar Team    | + 46"      |
| 9è | Jakob Fuglsang          | Astana           | + 48"      |
| 10è | Sam Oomen               | Team Sunweb      | + 54"      |

| \| Classificació general \| Classificació general \| Classificació general \| Classificació general \| Classificació general \| \| Corredor \| Corredor \| Equip \| Temps \| \| \| --------------------- \| ----------------------- \| --------------------- \| --------------------- \| --------------------- \| \| 1r \| Simon Yates \| Mitchelton-Scott \| 27h 29' 02" \| \| \| 2n \| Ion Izagirre Insausti \| Bahrain-Merida \| + 11" \| \| \| 3r \| Gorka Izagirre Insausti \| Bahrain-Merida \| + 12" \| \| \| 4t \| Tim Wellens \| Lotto-Soudal \| + 13" \| \| \| 5è \| Dylan Teuns \| BMC Racing Team \| + 27" \| \| \| 6è \| Marc Soler i Giménez \| Movistar Team \| + 37" \| \| \| 7è \| Patrick Konrad \| Bora-Hansgrohe \| + 39" \| \| \| 8è \| Sergio Henao Montoya \| Team Sky \| + 57" \| \| \| 9è \| Julian Alaphilippe \| Quick-Step Floors \| + 1' 48" \| \| \| 10è \| Alexis Vuillermoz \| AG2R La Mondiale \| + 1' 49" \| \| |                         |                   |             |
| |                         |                   |             |
| |                         |                   |             |
| Classificació general |                         |                   |             |
| Corredor | Corredor                | Equip             | Temps       |
| 1r | Simon Yates             | Mitchelton-Scott  | 27h 29' 02" |
| 2n | Ion Izagirre Insausti   | Bahrain-Merida    | + 11"       |
| 3r | Gorka Izagirre Insausti | Bahrain-Merida    | + 12"       |
| 4t | Tim Wellens             | Lotto-Soudal      | + 13"       |
| 5è | Dylan Teuns             | BMC Racing Team   | + 27"       |
| 6è | Marc Soler i Giménez    | Movistar Team     | + 37"       |
| 7è | Patrick Konrad          | Bora-Hansgrohe    | + 39"       |
| 8è | Sergio Henao Montoya    | Team Sky          | + 57"       |
| 9è | Julian Alaphilippe      | Quick-Step Floors | + 1' 48"    |
| 10è | Alexis Vuillermoz       | AG2R La Mondiale  | + 1' 49"    |

### 8a etapa
| \| Classificació de l'etapa \| Classificació de l'etapa \| Classificació de l'etapa \| Classificació de l'etapa \| Classificació de l'etapa \| \| Corredor \| Corredor \| Equip \| Temps \| \| \| ------------------------ \| -------------------------- \| ------------------------ \| ------------------------ \| ------------------------ \| \| 1r \| David de la Cruz Melgarejo \| Team Sky \| 2h 53' 06" \| \| \| 2n \| Omar Fraile Matarranz \| Astana \| + 0" \| \| \| 3r \| Marc Soler i Giménez \| Movistar Team \| + 3" \| \| \| 4t \| Patrick Konrad \| Bora-Hansgrohe \| + 38" \| \| \| 5è \| Tim Wellens \| Lotto-Soudal \| + 38" \| \| \| 6è \| Simon Yates \| Mitchelton-Scott \| + 38" \| \| \| 7è \| Dylan Teuns \| BMC Racing Team \| + 38" \| \| \| 8è \| Richard Carapaz Montenegro \| Movistar Team \| + 38" \| \| \| 9è \| Gorka Izagirre Insausti \| Bahrain-Merida \| + 38" \| \| \| 10è \| Ion Izagirre Insausti \| Bahrain-Merida \| + 38" \| \| |                            |                  |            |
| |                            |                  |            |
| |                            |                  |            |
| Classificació de l'etapa |                            |                  |            |
| Corredor | Corredor                   | Equip            | Temps      |
| 1r | David de la Cruz Melgarejo | Team Sky         | 2h 53' 06" |
| 2n | Omar Fraile Matarranz      | Astana           | + 0"       |
| 3r | Marc Soler i Giménez       | Movistar Team    | + 3"       |
| 4t | Patrick Konrad             | Bora-Hansgrohe   | + 38"      |
| 5è | Tim Wellens                | Lotto-Soudal     | + 38"      |
| 6è | Simon Yates                | Mitchelton-Scott | + 38"      |
| 7è | Dylan Teuns                | BMC Racing Team  | + 38"      |
| 8è | Richard Carapaz Montenegro | Movistar Team    | + 38"      |
| 9è | Gorka Izagirre Insausti    | Bahrain-Merida   | + 38"      |
| 10è | Ion Izagirre Insausti      | Bahrain-Merida   | + 38"      |

## Classificacions finals

### Classificació general
| \| Classificació general \| Classificació general \| Classificació general \| Classificació general \| Classificació general \| \| Corredor \| Corredor \| Equip \| Temps \| \| \| --------------------- \| -------------------------- \| --------------------- \| --------------------- \| --------------------- \| \| 1r \| Marc Soler i Giménez \| Movistar Team \| 30h 22' 41" \| \| \| 2n \| Simon Yates \| Mitchelton-Scott \| + 4" \| \| \| 3r \| Gorka Izagirre Insausti \| Bahrain-Merida \| + 14" \| \| \| 4t \| Ion Izagirre Insausti \| Bahrain-Merida \| + 16" \| \| \| 5è \| Tim Wellens \| Lotto-Soudal \| + 16" \| \| \| 6è \| Dylan Teuns \| BMC Racing Team \| + 32" \| \| \| 7è \| Patrick Konrad \| Bora-Hansgrohe \| + 44" \| \| \| 8è \| Alexis Vuillermoz \| AG2R La Mondiale \| + 1' 54" \| \| \| 9è \| David de la Cruz Melgarejo \| Team Sky \| + 2' 15" \| \| \| 10è \| Felix Großschartner \| Bora-Hansgrohe \| + 2' 35" \| \| |                            |                  |             |
| |                            |                  |             |
| Font: ProCyclingStats |                            |                  |             |
| Classificació general |                            |                  |             |
| Corredor | Corredor                   | Equip            | Temps       |
| 1r | Marc Soler i Giménez       | Movistar Team    | 30h 22' 41" |
| 2n | Simon Yates                | Mitchelton-Scott | + 4"        |
| 3r | Gorka Izagirre Insausti    | Bahrain-Merida   | + 14"       |
| 4t | Ion Izagirre Insausti      | Bahrain-Merida   | + 16"       |
| 5è | Tim Wellens                | Lotto-Soudal     | + 16"       |
| 6è | Dylan Teuns                | BMC Racing Team  | + 32"       |
| 7è | Patrick Konrad             | Bora-Hansgrohe   | + 44"       |
| 8è | Alexis Vuillermoz          | AG2R La Mondiale | + 1' 54"    |
| 9è | David de la Cruz Melgarejo | Team Sky         | + 2' 15"    |
| 10è | Felix Großschartner        | Bora-Hansgrohe   | + 2' 35"    |

### Classificacions secundàries
|   | Ciclista                 | Equip             | Punts |
| - | ------------------------ | ----------------- | ----- |
| 1 | Tim Wellens (BEL)        | Lotto Soudal      | 37    |
| 2 | Gorka Izagirre (ESP)     | Bahrain-Merida    | 31    |
| 3 | Julian Alaphilippe (FRA) | Quick-Step Floors | 28    |

|   | Ciclista              | Equip                 | Punts |
| - | --------------------- | --------------------- | ----- |
| 1 | Thomas De Gendt (BEL) | Lotto Soudal          | 69    |
| 2 | Omar Fraile (ESP)     | Astana Qazaqstan Team | 37    |
| 3 | Simon Yates (AUS)     | Mitchelton-Scott      | 21    |

|   | Ciclista                  | Equip          | Temps       |
| - | ------------------------- | -------------- | ----------- |
| 1 | Marc Soler (CAT)          | Movistar Team  | 30h 22' 41" |
| 2 | Felix Großschartner (AUT) | Bora-Hansgrohe | + 2' 35"    |
| 3 | Richard Carapaz (ECU)     | Movistar Team  | + 3' 47"    |

|   | Equip                 | Temps      |
| - | --------------------- | ---------- |
| 1 | Bahrain-Merida        | 91h 31' 0" |
| 2 | Astana Qazaqstan Team | + 4' 23"   |
| 3 | Mitchelton-Scott      | + 6' 14"   |

## Evolució de les classificacions
| Etapa | Vencedor          | Classificació general | Classificació per punts | Classificació dels joves | Classificació de la muntanya | Classificació per equips |
| ----- | ----------------- | --------------------- | ----------------------- | ------------------------ | ---------------------------- | ------------------------ |
| 1     | Arnaud Démare     | Arnaud Démare         | Arnaud Démare           | Felix Großschartner      | Pierre-Luc Périchon          | Bahrain-Merida           |
| 2     | Dylan Groenewegen | Arnaud Démare         | Arnaud Démare           | Marc Soler               | Pierre-Luc Périchon          | Bahrain-Merida           |
| 3     | Jonathan Hivert   | Luis León Sánchez     | Arnaud Démare           | Felix Großschartner      | Pierre-Luc Périchon          | Bahrain-Merida           |
| 4     | Wout Poels        | Luis León Sánchez     | Arnaud Démare           | Marc Soler               | Pierre-Luc Périchon          | Team Sky                 |
| 5     | Jérôme Cousin     | Luis León Sánchez     | Arnaud Démare           | Marc Soler               | Jérôme Cousin                | Team Sky                 |
| 6     | Rudy Molard       | Luis León Sánchez     | Arnaud Démare           | Marc Soler               | Fabien Grellier              | Mitchelton-Scott         |
| 7     | Simon Yates       | Simon Yates           | Tim Wellens             | Marc Soler               | Thomas De Gendt              | Mitchelton-Scott         |
| 8     | Marc Soler        | Marc Soler            | Tim Wellens             | Marc Soler               | Thomas De Gendt              | Bahrain-Merida           |
| Final | Final             | Marc Soler            | Tim Wellens             | Marc Soler               | Thomas De Gendt              | Mitchelton-Scott         |